# Byumba (district)
Byumba was een district in de provincie Nord in het noordoosten van Rwanda. De hoofdstad was de gelijknamige stad in het midden van het district. Het district is in 2006 opgeheven.